# 森生文乃
森生 文乃（もりお あやの、1954年3月17日  - ）は、日本の漫画家。愛知県出身。

## 来歴
武蔵野美術大学造形学部油絵科卒。『BE・LOVE』でデビュー。代表作に「ロマンス・ウォッチング」「シャボン玉の日々」他。著書に「結婚ってなんなの！？」がある。

## 主要単行本リスト
- ロマンス・ウォッチング（講談社、1983年）
- シャボン玉の日々（少年画報社、1989年）
- 主婦て何なの（PHP研究、1992年）
- 結婚てなんなの（1993年自費出版、学陽書房、1997年？）
- まんが田無の歴史（ラインズクラブ、1999年）
- 本間宗久（パンローリング社、2004年）
- まんがウォーレンバフェット（講談社、2007年）
- まんがジム・ロジャース（講談社、2007年）
- 石原莞爾（石原莞爾誕生120年実行委員会、2009年）
- 投資家向けに創業者ストーリーがワンタップバイのサイトに電子漫画で出ている（アップル、ディズニー、スターバックス、モンデリーズ、2017年）